# Dolmens de Colbas
Les dolmens de Colbas ou dolmens de Collebasse sont un groupe de deux dolmens situés à Saint-Cézaire-sur-Siagne dans le département français des Alpes-Maritimes.

## Historique
Le dolmen n°1 fait l’objet d’une inscription au titre des monuments historiques depuis le 26 avril 1989.

## Description

### Dolmen n°1
C'est l'un des plus grands dolmens du département. Il est enserré dans un tumulus de 14 m de diamètre. La chambre mesure 1,80 m sur 1,50 m. Elle est délimitée par trois orthostates. L'antichambre mesure 1,90 m sur 0,75 m, elle est délimitée par trois dalles.  Le passage de la chambre à l'antichambre est marqué par deux grands piliers. L'ensemble est précédé d'un couloir (2 m sur 0,80 m).
La fouille du dolmen a permis de recueillir des ossements humains, une pendeloque en os, diverses perles (dont une en bronze), des tessons de céramiques. L'ensemble est daté du Chalcolithique.

### Dolmen n°2
Ce dolmen est plus petit et d'une architecture moins élaborée que celle du dolmen n°1. Le tumulus mesure 8 m de diamètre. La chambre funéraire mesure 2,50 m de long sur 1 m de large. Elle est délimitée par quatre orthostates et précédée d'un petit couloir.
Des ossements humains et animaux y ont été découverts. Le dolmen est daté du Chalcolithique.